# Шелдон, Лайонел
Лайонел Аллен Шелдон (англ. Lionel Allen Sheldon; 30 августа 1828 — 17 января 1917) — американский политический деятель, член Палаты представителей США от штата Луизиана, губернатор территории Нью-Мексико с 1881 по 1885 год.

## Биография
Лайонел Шелдон родился в Вустере, штат Нью-Йорк, переехал с родителями в Лагранж, штат Огайо. Учился в окружной школе и Оберлинском колледже в Оберлин, Огайо с 1848 по 1850 год. В 1853 году окончил Государственную Национальную юридическую школу Фаулера, Покипси, Нью-Йорк, и в том же году был принят в коллегию адвокатов и начал практиковать в Илария, Огайо. Был судьей по делам о наследстве в округе Лорейн, штат Огайо, в 1856 году и 1857. Был делегатом на Республиканской национальной конвенции в 1856 году, 1880 и 1896.
Служил в армии Союза во время Гражданской войны. Был назначен подполковником 42-го волонтерского пехотного полка штата Огайо 27 ноября 1861 года, и повышен до звания полковника 14 марта 1862 года. После войны поселился в Новом Орлеане, штат Луизиана, и занимался юридической практикой с 1864 по 1879 год.
Шелдон был избран от республиканской партии в конгрессы 41, 42 и 43 созывов (4 марта 1869 года — 3 марта 1875 года). Занимал пост председателя Комитета по милиции (конгресс 42-го созыва). Неудачно баллотировался в конгресс 44-го созыв в 1874 году. Вернулся в Огайо в 1879 году.
Был губернатором территории Нью-Мексико с 1881 по 1885. Он был одним из управляющих Техасско-Тихоокеанской железной дороги с 1885 по 1887 год. Трижды был делегатом Республиканского национального съезда: в 1856 от Огайо, в 1880 от Луизианы и в 1896 году от Калифорнии.
В 1888 году переехал в Лос-Анджелес (штат Калифорния), где занимался юридической практикой. Затем переехал в Пасадену (штат Калифорния), где и умер 17 января 1917 года. Его останки были кремированы и похоронены в мавзолее на кладбище в Маунтин-Вью в Алтадене.